# Dischidodactylus
Dischidodactylus es un género de anfibios anuros de la familia Craugastoridae. Las especies del género son endémicas de Venezuela.

## Especies
Se reconocen dos especies según ASW:
- Dischidodactylus colonnelloi Ayarzagüena, 1985
- Dischidodactylus duidensis (Rivero, 1968)